# OutRun-2019
OutRun-2019（アウトラン-2019）は、1993年3月26日に発売されたメガドライブ用ゲームソフト。値段は8,800円。開発ヘルツ・発売はシムス。
セガのアウトランの未来世界というコンセプトで開発された。当初は『ジャンカーズ・ハイ(Junker's High)』のタイトルで発表され、その後しばらくはこのタイトルのままメディアへの広報活動が行われていた。この時点では「アウトラン」タイプのゲームという括りではあったものの、直接的な関係性は示唆されてはいなかった。
シムスは当時セガのグループ会社だったこともあり、このタイトルでの発売が実現された。
なお、『ジャンカーズ・ハイ』のタイトルロゴがタイトル画面に表示されるテストロムも制作されている。このテストロムはゲームのプレイも可能ないわゆるベータ版に相当するもので、実際に発売された『OutRun-2019』との違いはタイトルロゴのみ。その他は音楽なども含めてほぼ同一の内容だった。各種広告や広報素材の撮影に使われ、一部のゲーム雑誌では新作紹介ページでそのタイトル画面を掲載した事もある。